# اسکوروپ
شهر اسکوروپ (به سوئدی: Skurup) در بخش اسکوروپ در کشور سوئد واقع شده‌است. جمعیت این شهر ۱۵۵۸٫۳۹ نفر است.